# Opération Atlantic
Pour les articles homonymes, voir Atlantic.
Seconde Guerre mondiale
Batailles
Opérations de débarquement (Neptune)
- Tonga (Deadstick, Batterie de Merville)
- Albany (Chicago, Manoir de Brécourt)
- Boston (Detroit)
- Utah Beach
- Omaha Beach (Pointe du Hoc)
- Gold Beach
- Juno Beach
- Sword Beach

Secteur anglo-canadien
- Caen
- Authie
- Perch (Villers-Bocage)
- Putot
- Bretteville-l'Orgueilleuse
- Norrey
- Mesnil-Patry
- Martlet
- Epsom
- Windsor
- Charnwood
- Jupiter
- Atlantic
- Goodwood
- Crête de Verrières
- Spring
- Bluecoat
- Totalize
- Tractable

Secteur américain
- Carentan
- Cotentin
- Cherbourg (Bombardement)
- Bataille des Haies (Elle, Saint-Lô, La Haye-du-Puits)
- Cobra
- Mortain

Fin de la bataille de Normandie et libération de l'Ouest
- Rennes
- Saint-Malo
- Brest
- Poche de Falaise
- Chambois
- Paris

Mémoire et commémorations
- Cimetières militaires de la bataille de Normandie
- Commémorations du 70e anniversaire
- Projet UNESCO de classement des plages

L'opération Atlantic est une offensive canadienne lancée lors de la bataille de Normandie durant la Seconde Guerre mondiale, entre le 18 et le 20 juillet 1944.
Elle a pour objectif de libérer les parties sud et ouest de la ville de Caen, occupées par les forces allemandes.
Cette attaque est coordonnée avec l'opération britannique Goodwood, lancée en même temps. L'opération canadienne démarre bien, grâce à des avancées le long des rives de la rivière Orne près de Saint-André-sur-Orne, mais une attaque lancée par les 4e et 6e Brigades d'infanterie canadiennes contre les positions allemandes bien défendues de la crête de Verrières aboutie à de lourdes pertes et fait de cette offensive une victoire stratégique limitée.

## Contexte
La ville normande de Caen est un des objectifs du Jour J pour la 3e division d'infanterie britannique qui débarque sur Sword Beach le 6 juin 1944. La capture de la ville, bien « qu'ambitieuse », est décrite par l'historien L. F. Ellis comme l'objectif le plus important du débarquement normand assigné au Ier corps du lieutenant-général Crocker. L'opération Overlord prévoit que la 2e armée britannique sécurise la ville puis forme une ligne de front depuis Caumont-l'Éventé jusqu'au sud-est de Caen, dans le but de prendre le contrôle des terrains d'aviation et de protéger le flanc gauche de la 1re armée des États-Unis pendant qu'elle évolue vers Cherbourg. La prise de Caen et de ses environs fournira à la 2e armée une zone de manœuvre satisfaisante pour ensuite pousser au sud et capturer Falaise, qui pourra alors être à son tour utilisée comme pivot pour basculer vers la droite et avancer sur Argentan puis finalement vers le fleuve Touques. Le terrain entre Caen et Vimont est particulièrement prometteur, ouvert, sec et propice à des opérations offensives rapides. Depuis que les forces alliées surpassent les Allemands en chars et en unités mobiles, faire évoluer la bataille vers une action plus rapide est dans leur intérêt.
Cependant, bloquée par la congestion au niveau de la tête de pont qui a retardé le déploiement de son soutien blindé, et forcée de détourner ses forces afin d'attaquer les positions allemandes solidement tenues le long des 15 km de la route menant à la ville, la 3e division d'infanterie canadienne est incapable d'attaquer Caen en force, et se trouve donc contrainte à une courte pause dans ses faubourgs. Les attaques qui s'ensuivent échouent face à l'opposition d'une résistance allemande consolidée; abandonnant l'approche directe, l'opération Perch (une attaque en tenaille menée par le Ier et le XXXe corps britannique) est lancée le 7 juin, dans l'intention d'encercler Caen depuis l'est et l'ouest. Le Ier corps, frappant au sud de la tête de pont sur l'Orne, est stoppée par la 21e Panzerdivision, et l'attaque menée par le XXXe corps s'enlise devant Tilly-sur-Seulles, à l'ouest de Caen, face à l'opposition farouche de la Panzer Lehr Division. Dans l'idée de forcer la Panzer Lehr Division à reculer ou à se rendre, et afin de garder un maximum de fluidité dans les opérations menées, la 7e division blindée britannique avance grâce à une brèche récemment créée dans la ligne de front allemande, et tente de prendre la ville de Villers-Bocage. La bataille qui s'ensuit voit en une seule journée l'avant-garde de la 7e division battre en retraite hors de la ville, mais le 17 juin la Panzer Lehr Division doit, à son tour, se replier, et le XXXe corps capture Tilly-sur-Seulles. L'attaque répétée de la 7e division blindée ne s'est jamais concrétisée et les autres opérations offensives sont arrêtées quand, le 19 juin, une forte tempête s'abat sur la Manche. Cette tempête, qui dure trois jours, retarde de manière significative l'arrivée de renforts alliés. La plupart des convois de barges de débarquement et de navires déjà en mer font demi-tour vers les ports en Grande-Bretagne; les péniches remorquées et autres barges (y compris les 4 km de routes flottantes du Port Mulberry A) sont perdues; et pas moins de 800 péniches sont abandonnées sur les plages de Normandie jusqu'aux prochaines grandes marées de juillet.
Après la tempête, une nouvelle grande offensive est lancée, l'opération Epsom: le VIIIe corps britannique doit avancer et capturer les hauteurs près de Bretteville-sur-Laize, afin d'encercler Caen. Le VIIIe corps veut attaquer, vers l'ouest de Caen, au sud via la rivière Odon et l'Orne. L'attaque est précédée par l'Opération Martlet (aussi connue sous le nom d'opération Dauntless) qui doit sécuriser le flanc du VIIIe corps par la capture des hauteurs situées à droite de leur axe de progression. Bien que les Allemands arrivent à contenir l'offensive, ces derniers sont obligés d'engager toutes leurs forces disponibles, y compris deux divisions Panzer fraîchement arrivées en Normandie et affectées à une offensive planifiée contre les positions britanniques et américaines dans les environs de Bayeux. Plusieurs jours après, la 2e armée lance une nouvelle offensive, nom de code opération Charnwood, pour prendre le contrôle de Caen. Cette opération inclut une attaque sur Carpiquet, prévue initialement pendant Epsom en tant qu'opération Ottawa et dorénavant appelée opération Windsor. À la suite d'un assaut frontal, la moitié nord de la ville est capturée. Cependant, les forces allemandes tiennent toujours la ville ainsi que la partie sud de la rivière Orne, mais aussi les aciéries de Colombelles qui fournissent un poste d'observation précieux pour les guetteurs de l'artillerie.

## Planification

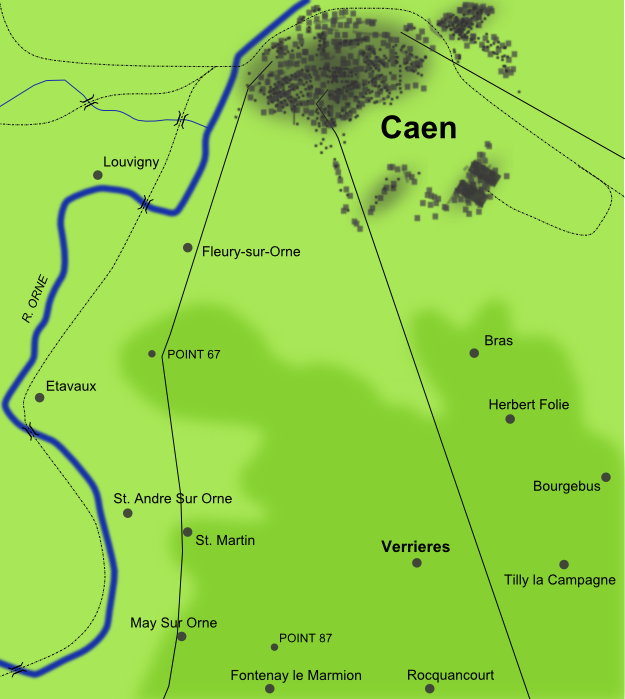
Verrières et ses environs.

Le 10 juillet, le général Montgomery, commandant les forces terrestres Alliées en Normandie, organise une réunion avec les lieutenant-généraux Miles Dempsey et Omar Bradley, respectivement commandant de la 2e armée britannique et de la 1re armée américaine à son quartier-général, afin de discuter des prochaines attaques du 21e Groupe d'armées après la fin de l'opération Charnwood et l'échec de la percée offensive de la 1re armée. Montgomery approuve l'opération Cobra, une importante percée qui doit être menée par la 1re armée le 18 juillet, et ordonne à Dempsey: « attaquez: attirez la puissance allemande, en particulier les forces blindées, sur vous-même - de manière à faciliter l'accès à Brad[Ley] ».
Le programme détaillé de l'opération Goodwood est défini le vendredi 14 juillet. Cependant le 15, Montgomery envoie un ordre écrit à Dempsey, afin d'intensifier l'opération. Ces nouveaux ordres font passer l'opération d'une « percée en profondeur à une attaque limitée ». L'objectif de l'opération est dorénavant d'« engager les forces blindées allemandes dans le combat et de les « diminuer » à un point tel qu'elles n'aient plus de valeur pour les Allemands » et améliorer ainsi la position de la 2e armée. Les ordres précisent qu'« une victoire sur le flanc est nous aidera à gagner ce que nous voulons sur le flanc ouest » mais stipulent aussi qu'il ne faut pas mettre en danger les positions de la 2e armée véritable « place forte » nécessaire au succès des opérations américaines. Montgomery insiste sur le fait que les objectifs du IIe corps canadien sont dorénavant vitaux et que ce n'est qu'une fois qu'ils seront remplis que le VIIIe corps pourra alors aider si la situation l'exige.

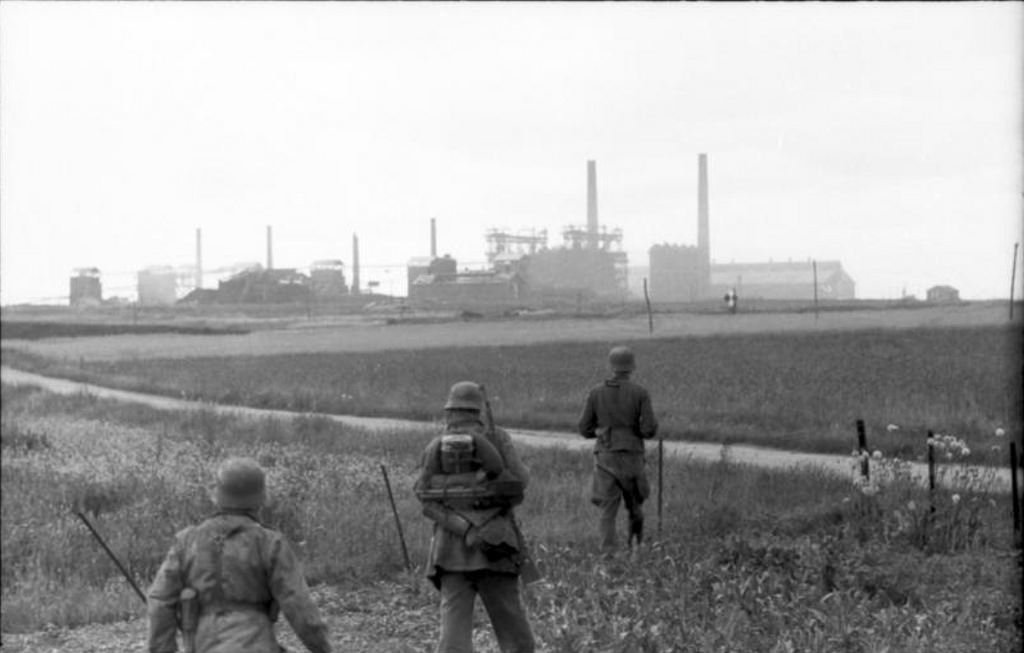
Une patrouille allemande dans les environs de l'aciérie de Colombelles.

Le IIe corps canadien doit lancer une attaque, nommée opération Atlantic, sur le flanc ouest du VIIIe corps pour libérer Caen, au sud de la rivière Orne. Les ordres du corps sont reçus le jour suivant. Les canadiens reçoivent l'ordre de libérer Colombelles ainsi que la portion de Caen encore aux mains des Allemands. Une fois ces zones sous contrôle, le corps devra se préparer à Capturer la crête de Verrières. L'opération Atlantic/Goodwood doit débuter le 18 juillet, deux jours avant le lancement prévu de l'opération Cobra.
Les préparatifs détaillés d' Atlantic sont confiés au lieutenant-général Guy Simonds du IIe corps canadien, sa première mission en tant que commandant de l'unité. Simonds prévoit pour cette opération un assaut sur deux fronts, comptant sur la 2e et la 3e division d'infanterie canadienne pour capturer Vaucelles, Colombelles, ainsi que la rive opposée de la rivière Orne. Le matin du 18 juillet, la 3e division doit traverser l'Orne près de Colombelles, puis continuer vers le sud en direction de la route nationale 158. La 3e division, sous le commandement de Charles Foulkes, doit attaquer Caen par le sud-est, et traverser l'Orne pour capturer les faubourgs de Vaucelles. Ils doivent ensuite utiliser Cormelles comme tremplin en vue d'une attaque des hauteurs près de la crête de Verrières, environ cinq kilomètres au sud.

## Tête de pont sur l'Orne

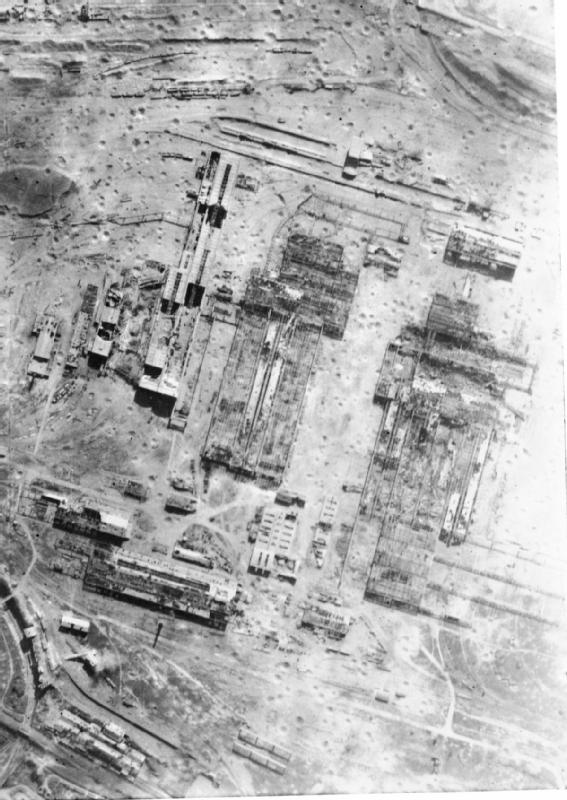
Vue aérienne des aciéries de Colombelles après le bombardement du 18 juillet.

Le matin du 20 juillet, aidé d'un imposant soutien aérien, les éléments avancés de la 2e division d'infanterie canadienne capturent Colombelles et Faubourg-de-Vaucelles, villes banlieues industrielles au sud de Caen le long de l'Orne. Au cours de l'après-midi deux compagnies de Black Watch parviennent à traverser la rivière, la Compagnie A perdant au passage une vingtaine d'hommes. Des bataillons supplémentaires de la 5e Brigade arrivent à avancer au sud de Saint-André-sur-Orne.
Une fois la rive est de l'Orne sécurisée, les forces des 4e et 6e Brigades d'infanterie canadienne se placent en position en vue d'une attaque de la crête de Verrières, se préparant à engager les forces des 12e et 1re Panzerdivisions SS.

## L'attaque de la crête de Verrières
Au cours de la bataille de Caen, les forces du 1er SS-Panzerkorps de Sepp Dietrich ont fait de cette crête de 27 m de haut une fortification primordiale, défendue par des centaines de canons, de chars, de Nebelwerfers, de mortiers et mobilisant jusqu'à trois divisions d'infanterie.
À la suite des offensives de l'opération Goodwood, les Calgary Highlanders ont réussi à établir une position sur Verrières au Point 67, sur l'éperon nord de la crête. Le 20 juillet, le South Saskatchewan Regiment (en), avec le soutien du Queen's Own Cameron Highlanders of Canada et du Sherbrooke Fusiliers Regiment, ainsi que de Hawker Typhoons, prend d'assaut la crête. Les Cameron Highlanders de Winnipeg attaquent Saint-André-sur-Orne mais sont repoussés par de solides défenses allemandes. L'attaque principale se déroule sous une pluie torrentielle, rendant les blindés et l'aviation inutiles et l'infanterie commence à faiblir dans la boue. Sans soutien, les South Saskatchewans perdent 282 hommes face aux tenaces défenseurs allemands.
Conséquence de cet échec, deux Panzerdivisions SS contre-attaquent, obligeant les forces canadiennes à battre en retraite derrière leurs positions initiales. La contre-attaque frappe aussi fortement le bataillon de soutien, le Essex Scottish Regiment,. Au cours de cette seule journée, le régiment va perdre près de 300 hommes,. Le 21 juillet, le général Guy Simonds envoie le Black Watch Regiment et le Calgary Highlanders afin de stabiliser le front le long de la crête de Verrières. Les deux régiments, avec le soutien de la 3e division d'infanterie canadienne, arrivent à stopper les contre-attaques des deux Panzerdivisions SS, mais subissent de lourdes pertes.

## Bilan
1 349 pertes Alliées furent dénombrées au cours de l'opération Atlantic, dont la majorité appartenant aux 4e et 6e Brigades d'infanterie canadiennes. L'échec de la prise de la crête de Verrières poussa Montgomery à ordonner une nouvelle offensive le 22 juillet prévue dans les jours qui suivirent, celle-ci se devant d'être une « attaque victorieuse », en coordination avec l'opération Cobra. Le général Guy Simonds prépara en conséquence les plans de l'opération Spring. Concernant le bilan des pertes, les affirmations contemporaines sur la bataille de la crête de Verrières font état de plus de 2600 victimes canadiennes jusqu'à sa conclusion le 26 juillet 1944.